# (5659) 1968 OA1
(5659) 1968 OA1 là một tiểu hành tinh vành đai chính. Nó được phát hiện bởi Carlos Torres và S. Cofré ở Đài thiên văn Cerro El Roble vận hành bởi Đại học Chile ngày 18 tháng 7 năm 1968.